# Джонстон, Майкл
Майкл Эндрю Джонстон (англ. Michael Andrew Johnston; род. 19 апреля 1999, Глазго) — шотландский футболист, вингер клуба «Вест Бромвич Альбион», и сборной Ирландии.

## Клубная карьера
Джонстон дебютировал за основную команду «Селтика» 6 мая 2017 года, в матче против «Сент-Джонстона» на «Селтик Парке». Вскоре после игры вингер подписал новый трехлетний контракт со своим детским клубом .
В ноябре 2018 года Джонстон подписал контракт с «Селтиком» до конца сезона 2022/2023.
В декабре 2019 года подписал новый пятилетний контракт с «Селтиком».
Карьера Джонстона в «Селтике» была прервана из-за многочисленных травм, из-за которых он пропустил большую часть сезонов 2019/20 и 2020/21. Впоследствии он редко появлялся в сезоне 2021/22.
Летом 2022 года менеджер Анге Постекоглу подтвердил, что «Селтик» постарается отдать Джонстона в аренду, дав игроку больше игрового времени. Сообщается, что в его услугах был заинтересован бельгийский клуб «Стандард» (управляемый бывшим главным тренером «Селтика» Ронни Дейлой), а также команда клуб «Хиберниан». 2 сентября 2022 года Джонстон отправился в сезонную аренду в португальскую команду «Витория». Перед переездом он также подписал продление на один год своего нынешнего контракта с «Селтиком». 15 октября 2022 года Джонстон забил свой первый гол и сделал дубль за «Виторию» в победном матче Кубка Португалии над клубом «Канелаш 2010» (3:1). 31 октября 2022 года Джонстон забил свой первый гол в национальном чемпионате в домашнем победном маиче над «Фамаликаном» (3:2).
1 февраля 2024 года Джонстон был отдан в аренду на оставшуюся часть сезона в английский клуб «Вест Бромвич Альбион».
30 августа 2024 года подписал 4-летний контракт с «Вест Бромвич Альбион».

## Карьера за сборную
Джонстон родился в Глазго и представлял Шотландию на молодежных международных соревнованиях. Был включён в молодёжную сборную Шотландии (до 21 года) на турнир в Тулоне 2018 года, где шотландцы проиграли Турции по пенальти и заняли четвертое место. Он был признан третьим лучшим игроком турнираref>Festival International Espoirs 2018 : les récompenses (фр.). Toulon Tournament (12 июня 2018). Дата обращения: 1 июля 2022.</ref> и вошёл в её символическую сборную.
Джонстон имеет право играть за Ирландию благодаря своему дедушке, который родился в Дерри. Главный тренер Ирландии Стивен Кенни подтвердил в марте 2023 года, что ФАИ подала заявку на разрешение выбрать Джонстона. В том же месяце ФАИ подтвердила, что заявка была одобрена ФИФА, и позже в том же месяце он был вызван в их команду.
За национальную сборную Ирландии дебютировал 22 марта 2023 года, выйдя на замену на 63-й минуте в победной игре над Латвией (3:2).

## Статистика

### Клубная статистика
| Клуб                          | Сезон      | Лига          | Лига  | Лига | Кубок | Кубок | Кубок лиги | Кубок лиги | Европа | Европа | Итог  | Итог |
| Клуб                          | Сезон      | Дивизион      | Матчи | Голы | Матчи | Голы  | Матчи      | Голы       | Матчи  | Голы   | Матчи | Голы |
| ----------------------------- | ---------- | ------------- | ----- | ---- | ----- | ----- | ---------- | ---------- | ------ | ------ | ----- | ---- |
| Селтик                        | 2016/17    | Премьершип    | 1     | 0    | 0     | 0     | 0          | 0          | 0      | 0      | 1     | 0    |
| Селтик                        | 2017/18    | Премьершип    | 3     | 0    | 1     | 0     | 0          | 0          | 0      | 0      | 4     | 0    |
| Селтик                        | 2018/19    | Премьершип    | 14    | 5    | 3     | 0     | 1          | 0          | 5      | 0      | 23    | 5    |
| Селтик                        | 2019/20    | Премьершип    | 11    | 2    | 2     | 0     | 2          | 1          | 8      | 3      | 23    | 6    |
| Селтик                        | 2020/21    | Премьершип    | 10    | 0    | 0     | 0     | 0          | 0          | 0      | 0      | 10    | 0    |
| Селтик                        | 2021/22    | Премьершип    | 12    | 0    | 0     | 0     | 2          | 0          | 4      | 0      | 18    | 0    |
| Итог                          | Итог       | 51            | 7     | 7    | 0     | 5     | 1          | 17         | 3      | 80     | 11    |      |
| Витория (аренда)              | 2022/23    | Примейра-лига | 25    | 1    | 3     | 2     | 3          | 0          | —      | —      | 31    | 3    |
| Витория (аренда)              | 2022/23    | Примейра-лига | 25    | 1    | 3     | 2     | 3          | 0          | —      | —      | 31    | 3    |
| Вест Бромвич Альбион (аренда) | 2023/24    | Чемпионшип    | 18    | 7    | —     | —     | —          | —          | 2      | 0      | 20    | 7    |
| Вест Бромвич Альбион          | 2024/25    | Чемпионшип    | 24    | 2    | 1     | 0     | 0          | 0          | 0      | 0      | 25    | 2    |
| Общий итог                    | Общий итог | Общий итог    | 128   | 19   | 12    | 2     | 8          | 1          | 23     | 3      | 171   | 25   |

1. ↑  Матчи в плей-офф Чемпионшипа

### Международная
| Сборная  | Год   | Матчи | Голы |
| -------- | ----- | ----- | ---- |
| Ирландия | 2023  | 8     | 2    |
| Ирландия | 2024  | 5     | 0    |
| Total    | Total | 13    | 2    |

Голы за сборную
| № | Дата            | Место                     | Соперник  | Счёт | Результат | Турнир                  |
| - | --------------- | ------------------------- | --------- | ---- | --------- | ----------------------- |
| 1 | 19 июня 2023    | Авива, Дублин, Ирландия   | Гибралтар | 1-0  | 3-0       | Квалификация на ЧЕ 2024 |
| 2 | 16 октября 2023 | Алгарве, Фару, Португалия | Гибралтар | 2-0  | 4-0       | Квалификация на ЧЕ 2024 |

## Достижения
- Чемпион Шотландии: 2018/19, 2019/20, 2021/22, 2023/24
- Обладатель Кубка Шотландии: 2018/19, 2019/20
- Обладатель Кубка шотландской лиги: 2019/20, 2021/22